# Walter Kannemann
Walter Kannemann, né le 14 mars 1991 à Concepción del Uruguay en Argentine, est un footballeur international argentin qui évolue au poste de défenseur central avec le club brésilien de Grêmio Porto Alegre.

## Biographie

### San Lorenzo
Walter Kannemann est formé dans le club de San Lorenzo, l'un des clubs les plus populaires d'Argentine. Il joue son premier match en professionnel le 20 mars 2010, lors de la réception de Colón de Santa Fe, la rencontre se terminant sur un match nul (2-2). Le 24 juin 2012, il inscrit son premier but en pro, lors de la victoire des siens face au CA San Martín (3-1).
Le 24 avril 2014, il participe à son premier match de Copa Libertadores, lors d'une victoire de San Lorenzo contre les Brésiliens du Grêmio Porto Alegre (1-0). Il remporte d'ailleurs cette compétition cette même année, ce qui constitue la première victoire du club dans ce tournoi. Mais ce n'est pas le seul titre qu'il remporte en 2014, puisqu'il est également sacré Champion d'Argentine avec San Lorenzo.

### Atlas
Le 3 janvier 2015, Kannemann s'envole pour le Mexique et s'engage avec le CF Atlas, pour sa première expérience à l'étranger. Il est titularisé le 18 janvier suivant, lors d'un match de championnat face au Monarcas Morelia, il se distingue en marquant son premier but pour son premier match avec sa nouvelle équipe. L'Atlas l'emporte par deux buts à un. En tout, il joue une saison et demie avec le club mexicain.

### Grêmio
Le 15 juillet 2016, Walter Kannemann s'engage avec le Grêmio Porto Alegre. Il fait ses débuts avec son nouveau club le 28 août 2016, contre l'Atlético Mineiro, il est titulaire et les deux équipes se partagent les points (1-1).
Kannemann inscrit son premier but pour Grêmio le 15 novembre 2017, lors d'une rencontre du championnat brésilien face au São Paulo FC. Unique buteur de la partie, il permet aux siens de s'imposer.
Avec Grêmio, il remporte la Copa Libertadores pour la deuxième fois de sa carrière en 2017.
Le 6 août 2020, Kannemann remporte le Campeonato Gaúcho en étant titulatisé lors de la finale face au SC Internacional, où son équipe s'impose par deux buts à zéro.
Il ne peut éviter la relégation à son équipe lors de cette saison 2021, Grêmio descendant pour la troisième fois de son histoire en deuxième division.
Le 10 août 2023, Walter Kannemann prolonge son contrat avec Grêmio. Le défenseur argentin est alors lié au club jusqu'en décembre 2025,.

### En équipe nationale
En août 2018, Walter Kannemann est convoqué pour la première fois avec l'équipe nationale d'Argentine par le sélectionneur Lionel Scaloni. Il honore sa première sélection  le 8 septembre 2018, contre le Guatemala. Ce jour-là, il entre à la place de Ramiro Funes Mori, et les Argentins s'imposent sur le score de 0-3.

## Palmarès
San Lorenzo
- Champion d'Argentine en 2013-2014.
- Vainqueur de la Copa Libertadores en 2014.

 Grêmio
- Vainqueur de la Copa do Brasil en 2016.
- Vainqueur de la Copa Libertadores en 2017.
- Champion du Gauchão en 2018.
- Vainqueur de la Recopa Sudamericana en 2018.